# Activation (logiciel)
Pour les articles homonymes, voir Activation.
L'activation d'un logiciel est une procédure de validation de licence requise par certains logiciels propriétaires.
L'activation d'un logiciel empêche l'utilisation gratuite et illimitée de copies du logiciel. Un logiciel non activé refuse de fonctionner complètement jusqu'à ce qu'il soit activé. L'activation peut être pour une durée indéfinie, ou elle peut avoir une durée limitée, nécessitant un renouvellement ou une réactivation pour une utilisation continue.

## Méthodes d'activation
L'activation peut se faire au moyen d'une méthode inventée par Ric Richardson (en) et brevetée par Uniloc (en) (brevet américain 5 490 216) où une application applique une fonction de hachage cryptographique au numéro de série de l'ordinateur sur lequel il est activé et au numéro d'identification spécifique à la licence du produit (la clé de produit) pour générer une clé unique. Cette clé unique est envoyée au fabricant pour vérifier l'authenticité de la clé de produit et pour s'assurer que la clé de produit n'est pas utilisée pour plusieurs installations.
Alternativement, le fournisseur de logiciel fournit à l'utilisateur un numéro de série de produit unique. Lorsque l'utilisateur installe le logiciel, le logiciel demande à l'utilisateur de saisir le numéro de série de son produit et le vérifie auprès d'un système de validation du fournisseur par Internet. Dans sa réponse au logiciel, le système de validation peut fournir des informations sur les limites qui s'appliquent à la licence de cet utilisateur, comme la durée de l'activation ou les fonctionnalités du produit qui sont disponibles à cet utilisateur. Le système de validation peut aussi limiter l'utilisation du logiciel à un seul ou un nombre déterminé d'ordinateurs. Une fois activé, le logiciel continue de fonctionner sur la machine de l'utilisateur sans autre communication requise avec le système de validation du fournisseur.
Certains systèmes d'activation permettent l'activation sans connexion Internet. Pour ce faire, une approche commune consiste à échanger des fichiers cryptés.

## Historique

### le programmeMS-DOSD'Bridge Email System
Un des premiers exemples d'activation était dans le programme MS-DOS D'Bridge Email System écrit par Chris Irwin.
Le programme générait un numéro de série unique, puis appelait le BBS de l'auteur via une connexion modem sur ligne commutée. Lors de la connexion, le numéro de série était validé et une clé unique était retournée au programme, ce qui lui permettait de fonctionner durant une période d'essai. Si deux systèmes D'Bridge tentaient de communiquer à l'aide de la même clé, le logiciel s'interrompait délibérément.
Le logiciel a depuis longtemps supprimé son système d'activation et est maintenant distribué comme gratuiciel par Nick J. Andre, Ltd.

### Microsoft Product Activation
Microsoft Product Activation, une technique d'activation pour prévenir le piratage de logiciels, a été introduite dans la version brésilienne de Microsoft Office 97 Small Business Edition et la version hongroise de Microsoft Word 97. Microsoft a élargi ce pilote avec la sortie de Microsoft Publisher 98 sur le marché brésilien. Microsoft a ensuite déployé cette activation dans Microsoft Office 2000. Toutes les copies vendues au détail en Australie, au Brésil, en Chine, en France et en Nouvelle-Zélande, et certaines vendues au Canada et aux États-Unis, devaient être activées par l'utilisateur via Internet,. Toutefois, toutes les copies d'Office 2000 ne nécessitent plus d'activation après le 15 avril 2003.
Par la suite, le système d'activation a été étendu à tous les pays et incorporé dans Windows XP, Office XP et toutes les versions ultérieures de Windows et Office.
Bien que Microsoft ait développé indépendamment sa propre technologie, en avril 2009, un jury a déclaré que Microsoft avait volontairement enfreint le brevet d'Uniloc. Cependant, en septembre 2009, le juge de district des États-Unis, William Smith, a annulé le verdict du jury et s'est prononcé en faveur de Microsoft. Cette décision a ensuite été infirmée en 2011. Finalement, Microsoft et Uniloc ont réglé hors cour pour un montant non divulgué.

## Blocage
Un logiciel qui a été installé mais non activé ne permet pas l'utilisation de toutes ses fonctions, et / ou impose des limites sur la taille des fichiers traités ou la durée d'une session. Certains logiciels permettent une fonctionnalité complète pour un temps d'essai limité avant l'activation. Un logiciel non activé rappelle généralement à l'utilisateur de l'activer, au démarrage du programme ou à intervalles, et lorsque la taille des fichiers à traiter ou les limites de temps imposées sont atteintes. Certains logiciels non activés effectuent des actions perturbatrices telles que l'arrêt du logiciel ou le vandalisme, mais ces situations sont rares.
Certains produits non activés agissent comme un essai limité dans le temps jusqu'à ce qu'une clé de produit - une séquence de caractères alphanumériques - soit achetée et utilisée pour activer le logiciel. Certains produits permettent de transférer une licence d'un appareil à un autre en utilisant des outils en ligne, sans avoir à appeler l'assistance technique pour désactiver la copie sur l'ancien appareil avant de la réactiver sur la nouvelle machine.
Le logiciel vérifie l'activation toutes les fois qu'il démarre et parfois en cours de fonctionnement. Certains se connectent par Internet au site de l'éditeur du logiciel et vérifient si l'activation du logiciel a été révoquée. Certains logiciels peuvent cesser de fonctionner ou réduire leurs fonctionnalités s'ils ne peuvent pas se connecter au site de l'éditeur..

## Critiques
Les systèmes d'activation se sont attiré de nombreuses critiques :
- L'activation peut imposer des restrictions d'accord de licence qui peuvent être juridiquement invalides. Par exemple, une entreprise peut refuser de réactiver un logiciel sur un PC amélioré ou nouveau, même si l'utilisateur a le droit d'utiliser le produit dans de telles circonstances[6].

- Si une société cesse de soutenir un produit (par exemple, en cas de faillite), le produit peut devenir inutilisable ou impossible à (re) installer à moins qu'une copie sans activation ou qu'un correctif contournant l'activation soit publié[6].

- Lorsqu'il n'y a pas de moyen simple de transférer une licence à une autre personne pour qu'elle active le logiciel sur son ordinateur, le processus d'activation a été largement critiqué, car il rend très difficile la vente de produits d'occasion comme les jeux. Certains soupçonnent que des entreprises, telles que Electronic Arts, utilisent l'activation pour réduire la revente de leurs jeux afin d'augmenter les ventes de nouvelles copies[6].

- Étant donné que le transfert d'une demande d'activation est habituellement chiffré ou au moins brouillé, l'utilisateur ne peut pas voir si des données supplémentaires de sa machine sont transférées, créant des problèmes de confidentialité.

- Un dysfonctionnement du mécanisme d'activation peut empêcher les utilisateurs d'utiliser rapidement un logiciel nouvellement acheté.

- Le dysfonctionnement du mécanisme de vérification peut provoquer l'arrêt d'un logiciel vital jusqu'à ce que le mécanisme de vérification soit corrigé. Cela peut se produire, par exemple, à la suite de changements détectés au matériel installé, à d'autres logiciels ou au système d'exploitation.